# Menudeta del Convent
Menudeta del Convent es un cultivar de higuera de tipo higo común Ficus carica, unífera es decir con una sola cosecha por temporada, los higos de verano-otoño, de higos de epidermis con color de fondo morado blanquecino, con sobre color de una mancha irregular reducida de color verde amarillento sobre la zona del pedúnculo, con un agrietamiento longitudinal fino característico. Es un ejemplar único que se desarrolla en una zona urbanizada de Burjasot, en la Comunidad Valenciana.

## Sinonimia
- „Menudita del Convento“,[4][5][6][7]

## Historia
La variedad 'Menudeta del Convent' es una higuera en Burjasot en la Comunidad Valenciana. A falta de confirmación de si es oriunda del pueblo de Burjasot, donde se ha encontrado en el patio de una casa particular de la calle Blasco Ibañez, que según los informantes del lugar había correspondido a las caballerizas de un antiguo convento, por lo cual el biólogo Rafa Gozalbo y Julià Bordera que han estudiado esta variedad han decidido de nombrar esta nueva variedad como 'Menudeta del Convent':'Menudita del convento' en valenciano, pues es un higo que tiene un tamaño pequeño y haciendo alusión a su origen.
Esta variedad por sus características, puede ser una higuera silvestre nacida de semilla, o de un cruzamiento y domesticada.

## Características
La higuera 'Menudeta del Convent' es una variedad unífera de tipo higo común. Árbol de tamaño grande vigoroso. Las hojas son gruesas y de color verde oscuro. Con hojas de 5 y 3 lóbulos. 'Menudeta del Convent' es una variedad productiva de un rendimiento bueno de higos de otoño.
Los higos 'Menudeta del Convent' son frutos esféricos ligeramente apeonzados, que presentan frutos simétricos, de un tamaño pequeño, de epidermis muy fina que se desprende muy fácilmente, incluso al tocarla con los dedos, característica que la hace poco interesante, la piel con color de fondo morado blanquecino, con sobre color de una mancha irregular reducida de color verde amarillento sobre la zona del pedúnculo, con un agrietamiento longitudinal fino característico; cuello corto, pedúnculo muy corto de color verde oscuro. Ostiolo mediano con escamas pequeñas semi adheridas de color rojo a rojo oscuro. Tienen un mesocarpio de grosor fino y de color blanco; cavidad interna pequeña, aquenios pequeños numerosos. Son de consistencia blanda, con pulpa de color rojo intenso a púrpura, sabor muy dulce y una acidez equilibrada, lo que la hace buena para consumo humano. Son de un inicio de maduración desde mediados de agosto hasta mediados de septiembre, y de rendimiento alto.

## Cultivo y usos
'Menudeta del Convent', es una nueva variedad de higo que no se cultiva en la Huerta Valenciana.